# ۵۷۸ (قمری)
۵۷۸ (قمری)، پانصد و هفتاد و هشتمین سال در گاهشماری هجری قمری است. اول محرم این سال برابر با چهاردهم مه سال ۱۱۸۲ میلادی است.